# Wäskenbok
Das sogenannte Wäskenbok ist eine 1553 erstmals von Eberhard von Berckhusen, dem Sohn des hannoverschen Bürgermeisters Anton von Berckhusen veröffentlichte Sammlung genealogischer Notizen zur Herkunft und zu den Verwandtschaftsbeziehungen von „politisch tonangebenden Geschlechtern“ der Stadt Hannover, insbesondere der Patrizier- und Kaufmannsfamilie von/van Ber(c)khusen. Wäsken ist eine Verkleinerungsform für den Begriff Wase beziehungsweise Base.

## Nachrichten von den hannoverischen Patrizienfamilien
Die 1553 von Everd von Berkhusen verfassten Notizen und das daraus dann von Georg Nahnsen herausgegebene Wäskenbok hat sich nur in Abschriften aus dem 17. und 18. Jahrhundert erhalten und erhielt „vermutlich erst später den Titel“ Nachrichten von den hannoverischen Patrizienfamilien.
Nach einer neueren Deutung handelt es sich bei von Berckhusens Nachrichten … um eine systematische genealogische Darstellung der „[…] Verwandtschaftsbeziehungen seiner Familie vor dem Hintergrund der durch die Reformation erzwungenen Veränderungen im Sozialgefüge der Stadt [Hannover]“. Als gemeinsamen Ahnherren benannte Berckhusen darin einen um das Jahr 1300 zu datierenden, jedoch bisher nicht durch andere Quellen zu belegenden, „also vielleicht erfundenen Johann von der Yme (Ihme)“.
Da der Autor für seine Notizen einerseits nicht auf die amtlichen, städtischen Überlieferungen wie beispielsweise die Haus- und Verlassungsbücher oder die Schossbücher zugreifen wollte oder konnte und andererseits keine Angaben über Ziel und Zweck seiner Nachrichten überliefert sind, „dürfen nur jene [Angaben] für die [damals] zeitnahen jüngeren Generationen als relativ zuverlässig gelten.“

## Weiterführende Literatur
- Harald Deckwirth: Das Haus- und Verlassungsbuch der Altstadt Hannover von 1428 bis 1533/40, zugleich Dissertation 1972 an der Universität Göttingen, in: Hannoversche Geschichtsblätter, Neue Folge 26, Heft 1/2 (1971)
- Karl Friedrich Leonhardt: Das Haus- und Verlassungsbuch der Altstadt Hannover. 1428-1533. 1428-1477. In: Veröffentlichungen der Hauptstadt Hannover, der Oberbürgermeister, Band 1 (ein Teil der Auflage erschien im Verlag Schaper, Hannover), 1941